# Parvatsar
Parvatsar är en ort i Indien.   Den ligger i distriktet Nāgaur och delstaten Rajasthan, i den nordvästra delen av landet, 300 km sydväst om huvudstaden New Delhi. Parvatsar ligger 434 meter över havet och antalet invånare är 15 405.
Terrängen runt Parvatsar är platt. Runt Parvatsar är det ganska tätbefolkat, med 199 invånare per kvadratkilometer. Närmaste större samhälle är Makrāna, 18,0 km norr om Parvatsar. Trakten runt Parvatsar består till största delen av jordbruksmark.